# Jihaz Al-Mukhabarat Al-Amma
Il Servizio d'Intelligence iracheno in (arabo: جهاز المخابرات العراقي, Jihaz Al-Mukhabarat Al-Amma), conosciuto anche come Mukhabarat, Direttorato generale d'Intelligence o Intelligence del Partito era la principale organizzazione d'intelligence dell'Iraq sotto il regime di Saddam Hussein. Concepito principalmente per le operazioni estere, poteva compiere anche azioni all'interno del paese.

## Funzione
La più importante sezione dell'IIS era il Direttorato 4 - il servizio segreto, uno dei suoi più conosciuti direttori era Rafi Daham al-Tikriti, ex ambasciatore iracheno in Turchia e l'ultimo capo del servizio d'intelligence iracheno. Il servizio segreto era specializzato nell'infiltrare ambienti esteri e nazionali come, ad esempio, governi, ambasciate e gruppi d'opposizione. Per le operazioni nazionali lavorava strettamente a contatto con il Direttorato di sicurezza iracheno, che era l'equivalente del FBI statunitense.
Si ritiene che l'IIS abbia avuto un ruolo nell'omicidio e nel tentato assassinio di diverse importanti personalità. Questi omicidi includono quello dello sceicco Talib al-Suhail al-Tamimi, avvenuto a Beirut nel 1994, quello dello Ayatollah Mehdi al-Hakim, avvenuto in Sudan nel 1998, e di Ayad Habashi, avvenuto a Roma nel 1986, come pure diversi tentativi di omicidio del presidente statunitense George H. W. Bush e dell'emiro del Kuwait e dell'ex primo ministro iracheno Ayad Allawi.

## Storia
in seguito ad un tentativo di assassinio fallito portato avanti dal Partito Ba'th ai danni del primo ministro iracheno Abd al-Karim Qasim nell'ottobre 1959, Saddam Hussein venne posto al controllo della Jihaz al-Khas (Apparato speciale), in alcune occasioni tra il 1964 e il 1966, denominata Jihaz al-Haneen (Strumento del Desiderio), l'organizzazione che era concentrata sulla sicurezza e il lavoro d'intelligence.
Dopo la presa del potere da parte del Partito Ba'th il 17 luglio 1968, Saddam allargò l'Apparato speciale e prese il controllo dell'Amn (Dipartimento di sicurezza interna dello Stato).
In seguito al tentato colpo di stato portato avanti dal direttore della sicurezza interna Nadhim Kzar nel 1973, la Jihaz venne trasformata nella Da'irat al-Mukhabarat al-Amah (Dipartimento di intelligence generale del GID).
Nel 1983, sotto la leadership di Barzan Ibrahim al-Tikriti, la GID organizzò il Massacro degli abitanti di Dujail e di Jezan Al Chol, la sparizione dei Barzani dal Campo Qushtapa e l'assassinio dei 18 membri della famiglia dello ayatollah Mohammad Baqir al-Hakim.
Come risultato della Guerra del Golfo, il dipartimento incaricato degli affari esteri venne ridotto a meno della metà della sua dimensione di prima del 1990, mentre il dipartimento incaricato degli affari interni venne ingrandito per occuparsi meglio del contrasto alle attività anti-saddam in Iraq.
Il 13 aprile 1993, il Servizio d'intelligence iracheno pianificò e portò avanti il tentativo di assassinio dell'ex presidente degli Stati Uniti George H. W. Bush e dell'emiro del Kuwait tramite l'utilizzo di una grossa autobomba guidata da due iracheni. Il piano venne sventato e, in seguito al ritrovamento dell'autobomba, gli ufficiali kuwaitiani arrestarono 16 persone sospette di aver portato avanti il tentato assassinio. Due iracheni, durante l'interrogatorio dell'FBI in Kuwait, ammisero di essere stati diretti dai servizi segreti iracheni. In risposta a ciò il 26 giugno di quello stesso anno il presidente degli Stati Uniti Bill Clinton ordinò a due navi da guerra statunitensi, la USS Peterson e la USS Chancellorsville, di fare fuoco con dei missili da crociera Tomahawk sul principale comando del Servizio d'intelligence iracheno in un complesso di controllo a Baghdad. 16 dei 23 missili colpirono il loro bersaglio; tre dei missili colpirono un'area residenziale, uccidendo nove civili e ferendone 12. Quattro dei missili non furono ritrovati.
Nel giugno 1995, Saddam Hussein rimosse il suo fratellastro Sabawi Ibrahim al-Tikriti dal suo ruolo di capo del Servizio d'intelligence iracheno, a causa del suo fallimento nell'incrementare la sicurezza domestica in Iraq. il Generale di brigata Majid Hasan al-Majid venne nominato al posto di Sabawi.
Il Servizio d'intelligence iracheno venne dissolto il 23 maggio 2003 dall'amministratore dell'Autorità Provvisoria della Coalizione Paul Bremer, su ordine della coalizione stessa.

## Direttori
- Barzan Ibrahim al-Tikriti (1975-?)
- Fadhil al-Barak (1984-1989)[7]
- Sabawi Ibrahim al-Tikriti (1989-1995)
- Ali Hassan al-Majid (1995-2003)